# فرودگاه گیلبرت پلینز
فرودگاه گیلبرت پلینز (به انگلیسی: Gilbert Plains Airport) یک فرودگاه همگانی است . این فرودگاه در کشور کانادا قرار دارد و در ارتفاع ۳۹۹ متری از سطح دریا واقع شده‌است.